# Fay-les-Étangs
Fay-les-Étangs település Franciaországban, Oise megyében. Lakosainak száma 470 fő (2022. január 1.). Fay-les-Étangs Fleury, Liancourt-Saint-Pierre, Loconville, Tourly és La Corne-en-Vexin községekkel határos.

## Népesség
A település népességének változása:
| Lakosok száma | 449  | 468  | 476  | 471  | 470  | 466  | 465  | 468  | 470  |
|               | 2013 | 2015 | 2016 | 2017 | 2018 | 2019 | 2020 | 2021 | 2022 |